# Adolf Lepp

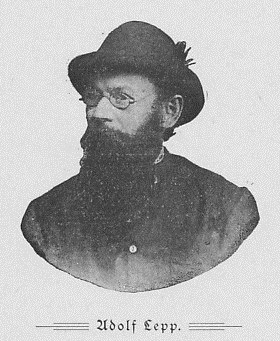
Adolf Lepp

Adolf Lepp (* 21. Juni 1847 in Halberstadt; † 2. Dezember 1906 in Zwickau) war ein deutscher Schriftsteller und Dichter. Er publizierte auch unter dem Pseudonym D. Ch. (= Deutscher Chansonnier).

## Leben
Wegen Krankheit und Heimarbeit konnte Adolf Lepp im Ganzen nur ein Jahr die Schule besuchen. Wie sein Vater wurde er Zigarrenarbeiter. Er verlor seinen Vater bereits mit neun Jahren. Nach vorwiegend autodidaktischer Weiterbildung ging er mit 19 Jahren auf Wanderschaft.
1867 wurde er Mitglied im ADA Allgemeiner Deutscher Arbeiterverein, danach schloss er sich der Eisenacher Partei an.
1869 nahm er an einer Landeskonferenz des Allgemeinen Deutschen Arbeitervereins teil und wurde deshalb von seinem Arbeitgeber entlassen.
Er veranstaltete auch während seiner Gesellenwanderung, die bis 1875 dauerte, Arbeiterversammlungen. In einer dieser Versammlungen wurde er 1871 wegen „freigeistiger“ Äußerungen gegen die Kirche zu vier Wochen Haft verurteilt. Lepp schlug sich danach als wandernder Hausierer durch, agitierte aber weiter für den Allgemeinen Deutschen Tabakarbeiter-Verein und für die Sozialdemokraten. In so manchen Arbeiterversammlungen trug er seine Gedichte vor und sang die eigenen sozialkritischen Lieder zur Gitarrenbegleitung seiner Frau. Nach vielen Schicksalsschlägen, dem Tod von drei Kindern und seiner ersten Frau, und einem Leben voll Armut und Krankheit, stellte sich nach dem Erfolg seiner Gedichtveröffentlichungen seit 1894 ein bescheidener Wohlstand ein. Er führte auch ein eigenes Spielwarengeschäft.
1903 erkrankte er an Tuberkulose, an der er nach drei Jahren starb.

## Wirken
Lepp schrieb über 2 000 Gedichte und Lieder sowie Politische Gelegenheitsgedichte, sozialkritische und satirische Dichtung, sozial-programmatische Schriften und Utopie-Dichtungen aber auch autobiographische Gedichte. In Prosa veröffentlichte er Autobiographisches.
Schiller, die Vormärz-Dichter, Beranger und die zeitgenössischen Arbeiterdichter hatten großen Einfluss auf seine Dichtung. Seine Dichtungen verfasste er meist für Versammlungen von Arbeiter-Vereinen, der SPD oder von Gewerkschaften, oder auch besonders am Anfang, für proletarische Familienfeiern. Die Verbreitung der Dichtungen von Lepp fand durch die regionalen und überregionalen Zeitungen der Arbeiterbewegung statt. Erst aus dem Nachlass von 1976 wurden viele Gedichte vollständig bekannt, es wurden aus Furcht vor dem Staatsanwalt von der Partei- und Gewerkschaftspresse manche Gedichte nicht gedruckt oder es wurden die satirisch treffendsten Strophen unterdrückt. Zahlreiche Gedichte erschienen zu Lebzeiten Lepps in zwei Anthologien der Arbeiter-Dichtung. In „Stimmen der Freiheit“ 1901 von Konrad Beißwanger, erschienen unter den 38 vertretenen Schriftstellern, 30 Gedichte von Lepp, weil sie ihn als bedeutendsten Arbeiterdichter des 19. Jh. einschätzten. 1903 erschien in Deutsche Arbeiter-Dichtung eine Auswahl Lieder und Gedichte deutscher Proletarier, Gedichte unter anderem von Adolf Lepp im Verlag von J. H. W. Dietz in Stuttgart.
Lepp war stets nur nebenberuflich Schriftsteller und verlor niemals die tatsächliche Arbeitswelt, Elend und Hunger aus den Augen.
Lepps Bekenntnis war:
„Für die Armen und Enterbten brech‘ ich

Meine Lanze unentwegt im Streit

Für die Wahrheit denke, dichte sprech‘ ich

Ist ihr Kelch auch voller Bitterkeit.

## Werke (Auswahl)
- Wo wohnt Lepp?  Dieses erste erhaltene Gedicht lässt bereits zwei wesentliche Elemente seiner Lyrik erkennen: politische Aggressivität und die Auseinandersetzung mit sich selbst.
- Gruß an den Parteikongreß 1874 Ein Gruß von der Eisenacher Partei der Adolf Lepp angehörte.
- Wilde Blumen.  Ein frischer Liederstrauß, dem Volke gewidmet. Liedersammlung von 1889 unauffindbar.
- Wes Brot ich ess, des Lied ich sing 1884 Gedicht, stellt die apologetischen Schriftsteller des Hohenzollernreiches bloß.
- Elegie eines Zeitungsbogens 1887 Gedicht, prangert die Heuchelei und Käuflichkeit der bürgerlichen Presse an.
- Die wilden Franzosen Gedicht
- Ilin Verserzählung, behandelt die Verfolgung des russischen kämpferischen Proletariats durch den Zarismus.
- Der Spottvogel im Käfig Autobiographische Erzählung in Prosa, die über seine Gefängnishaft in Waldheim berichtet.
- Die Corruption in der Provinz Autobiographie unveröffentlicht im Nachlass.
- Gedichte von Wilhelm Hasenclever, K. E. Frohme und Adolf Lepp. J. H. W. Dietz, Stuttgart 1893 (Deutsche Arbeiter-Dichtung. eine Auswahl Lieder und Gedichte deutscher Proletarier 1)
- Zum Feldzug gegen die Herero Verserzählung von 1905 Aufstand der Herero und Nama